# Копр місячний
Копр місячний (Copris lunaris) — вид жуків родини пластинчастовусих (Scarabaeidae). Зустрічається на пасовищах Європи та Азії, де харчується екскрементами великої рогатої худоби та коней.

## Поширення
Ареал поширення охоплює всю континентальну Європу, крім північного сходу, а також сумнівні випадки появи у Великій Британії. В Азії трапляється через Туреччину, країни Закавказзя, Середню Азію та Іран до Сіньцзяну в Китаї.

## Опис
Жук із блискучим чорним опуклим тілом завдовжки від 15 до 24 мм. Має напівкруглу голову. На голові самця є довгий і гострий ріг, який злегка загнутий назад, а на голові самиці він короткий, широкий і зазубрений у верхній частині. На передній частині переднеспинки у самця є два гострих і невеликих ріжки, відокремлених від її крутої частини великими поглибленнями, у самки — поперечний гребінь і два горбка. Озброєння переднеспинки та голови, однак, демонструє деяку мінливість і у менших самців воно нагадує таке у самиць. Надкрила мають 9 окремих рядів.

## Спосіб життя
Личинки місячного жука харчуються коров'ячим гноєм або послідом кроликів, рідше зустрічаються в посліді коней. Самець транспортує кал, який служить їжею для личинок, у виводкову камеру, де самиця формує з них кульки, так звані виводкові цибулини. Потім на нього кладуть яйце. У розплідній камері створюється приблизно сім-вісім розплідних цибулин. Самиця спостерігає за розвитком личинок і лялечок протягом чотирьох місяців, поки жуки не вилупляться, і регулярно ремонтує цибулини, щоб вони завжди зберігали свою гладку поверхню і були вільними від цвілі.